# Битва біля Абукіра (1799)
Битва під Абукіром — битва, у якій Наполеон Бонапарт 25 липня 1799 року переміг армію Османської імперії під проводом Саїда Мустафи-паші під час Єгипетської кампанії Наполеона.

## Перед боєм
Після експедиції Наполеона до Єгипту (1798 рік), де він здобув перемогу в «битві біля пірамід» (Єгипетська кампанія Наполеона) у липні цього ж року і став фактичним правителем цієї держави. На початку 1799-го року Бонапарт почав кампанію за завоювання Сирії і покинув Єгипет, турки вирішили повернути його собі під час відсутності основних сил французької армії і її головнокомандувача. Заручившись підтримкою англійців, Саїд Мустафа-паша на главі 18-тисячної армії на англійських суднах до середини липня були переправлені до єгипетських берегів і 14 липня висадилися біля форту Абукір, а 16-го турки оволоділи самим фортом. Але далі вони не пішли, а вирішили зайняти оборонну позицію. До того часу Бонапарт, який знав про ці плани, змушений був зняти облогу з останньої фортеці Акри, що залишилася в Палестині, і повернув назад до Єгипту. 25 липня він стягнув до Абукірі 7700 солдатів і з цими силами вирішив негайно почати бій саме в Абукірі, щоб таким чином змити торішню ганьбу французьких моряків, які програли бій.

## Хід бою
Наполеону з його екіпажем довелося зустрітися з англійським флотом, під командуванням якого був адмірал Гораціо Нельсон. 1 серпня 1798 року біля Абукіра французи зазнали катастрофічну поразку. Ситуацію погіршувало те, що із Францією не було зв'язку, не вистачало озброєння та продовольства. У ці роки відбувалося формування другої антифранцузької коаліції в складі Великої Британії, Австрії, Російської імперії, Османської імперії й інших держав.
Франція надсилала тривожні листи, в яких йшлося проте, що Олександр Суворов (російський генерал) своїми діями звів нанівець всі тріумфальні перемоги Наполеона в Італії. У 1799 р. генерал вщерть витиснув французів за кордони Італії. Іонічні острови були звільнені російською ескадрою адмірала Федора Ушакова, а англійська ескадра адмірала Г. Нельсона встановила контроль над о. Мальта. У зв'язку з ситуацією, що панувала тоді у Франції, Наполеон був змушений залишити армію й 9 жовтня 1799 р. повернутися на батьківщину. Однак незадовго після цього між учасниками другої коаліції загострилися суперечки. Французькі війська здобули перемоги під Маренго в Італії (червень 1800 р.), де наполеонівські війська 14 червня могли зазнати поразки, але завдяки генералу Дезе, який якраз наспів, бій був переможений французами, і під Гогенлінденом (під Мюнхеном) у грудні 1800 р. Друга коаліція розпалася.

## Результат битви
Французи здобули цілковиту перемогу, турецька армія була розгромлена. Втрати французів у цій битві склали 200 убитих і 550 поранених. Турки втратили у битві майже всю свою армію: 2000 убитих, 5000 полонених, 10000—11000 затонулих. Ця битва закріпила владу французів у Єгипті аж до 1802 року, коли за Ам'єнським миром Франція зобов'язалася залишити дані території.